# ウズグモ科

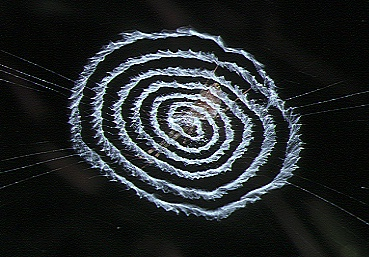
ヤエヤマウズグモの網
渦状の隠れ帯

ウズグモ科（Uloboridae）は、クモ目に含まれる分類群の一つ。篩板を持ち、円網を張る群である。クモ目中で唯一、毒腺を持たない。

## 特徴
小柄なものが多く、一部に10mmを越えるものはあるが、多くはより小さい。頭胸部は卵形や長方形などで、眼は8個二列が標準ながら、6眼や4眼のものが含まれる。下顎は左右が平行で、下唇は可動。腹部は卵形から円筒形。糸疣では前疣と後疣がそれぞれ3節からなる。それらの前には篩板があり、これは左右に二分されない。歩脚では第一脚が最も長い。第四脚には毛櫛がある。
外見では分からないが、この群は毒腺を持たない。これはクモ目中で、この科だけの特徴である。

## 生態等
この科のクモは網を張って獲物を捕らえる造網性である。多くは薄暗いところに円網を張る。網の形はコガネグモ科に見られるものと大差ない。ただし、コガネグモ科の円網では渦巻き状に張る横糸に粘液球が数珠のようについているのに対して、この科のものでは糸は粘液を持っていない。その代わりに、横糸は篩板から作られる梳糸で作られる。これはごく微細な糸が絡まった構造をしている。また、円網に直線やジグザグ、あるいは渦巻き状などの隠れ帯を付けるものがある。科名はこの渦巻き状の隠れ帯による。
また、オウギグモは三角網を張るが、これは円網の一部が残った形である。マネキグモはバラバラに張られた糸に梳糸が張られただけの条網を作る。
また、一部の種では互いに網を接して多数集まって網を張るのが観察される。また、毒腺を持たない為、これらのクモは獲物に噛み付くだけで倒すことは出来ない。獲物は梳糸で巻き取ることで確保する。より具体的には、獲物を捕らえる際には他のクモより遙かに多量の糸でくるみ、その長さは最大で数百mにも達し、これはコガネグモ科のクモの100倍にもなる。こうして確保した獲物を回転させながら中腸から出した消化酵素を含む液をその表面に塗り込む。獲物は酵素によって分解され、獲物の包みは透明になる。獲物は糸でくるまれる間にキチン質の外骨格に傷がつき、そこから分解されるが、傷がなくとも外骨格そのものが消化分解されてしまう。

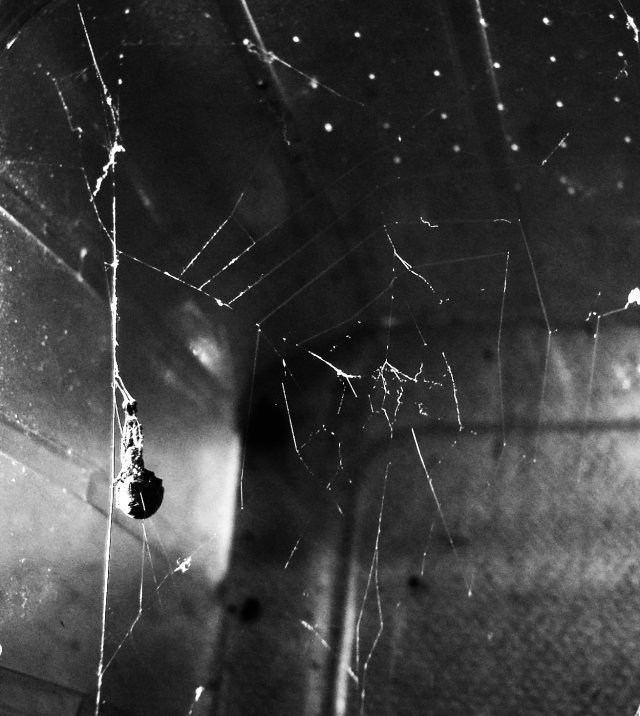
Uloborus.plumipes（ウズグモ属）の円網
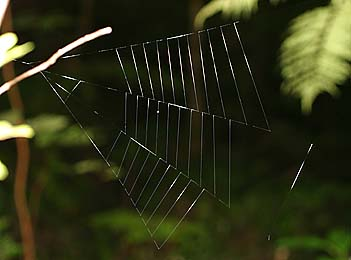
オウギグモの三角網
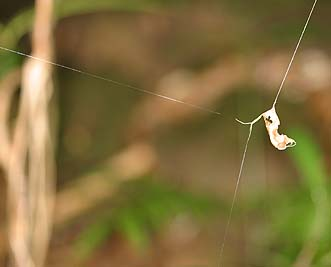
ミドリマネキグモの条網

## 系統と分類
篩板を持つ群が持たない群と別系統と考えられていた時代には、コガネグモ科とは独自に円網を発達させた群と考えられた。現在ではむしろコガネグモ上科に近縁なものと考えられている。
世界で18属270種ほどが知られ、その多くは熱帯域を中心に分布する。日本では円網を張るものはかつては全てウズグモ属に含めたが、現在は細分されている。南西諸島ではウズグモ類に島ごとの種分化も見られる。
以下に小野編著(2009)から日本産の属種をあげる。世界の属種についてはウズグモ科の属種一覧を参照されたい。
- Uloboridae ウズグモ科
  - Miagrammopes マネキグモ属：マネキグモ・ミドリマネキグモ
  - Hyptotes オウギグモ属：オウギグモ
  - Uloborus ウズグモ属：タイリクウズグモ
  - Philoponella ヒメウズグモ属：マツガエウズグモ
  - Zosis ミナミウズグモ属：ミナミウズグモ
  - Octonoba トウキョウウズグモ属：トウキョウウズグモ・ヤマウズグモ・エゾウズグモ・カタハリウズグモ他

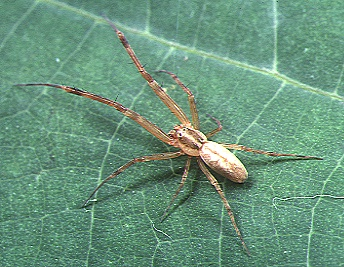
ヤエヤマウズグモ・雄成体
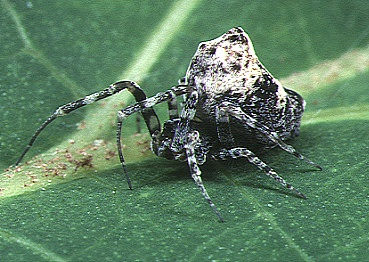
マツガエウズグモ・雌成体
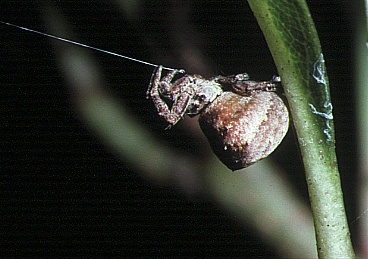
オウギグモ・雌成体